# Dărmănești, Suceava
Dărmănești là một xã thuộc hạt Suceava, România. Dân số thời điểm năm 2002 là 5852 người.